# André du Bois de La Villerabel
Pierre-Florent-André du Bois de La Villerabel, dit André du Bois de La Villerabel, né le 24 juin 1864 à Saujon et mort le 3 janvier 1938 à Nice, est un ecclésiastique catholique français.

## Biographie
Son cousin, Florent du Bois de La Villerabel (1877-1951), est évêque d'Annecy de 1920 à 1940 puis archevêque d'Aix-en-Provence.
André du Bois de La Villerabel fait ses études secondaires à l'école Saint-Charles de Saint-Brieuc puis il entre au séminaire Saint-Sulpice à Issy-les-Moulineaux. Il suit ensuite pendant trois ans des cours de théologie à Paris. Après son ordination en 1887, il part étudier à Rome. Il est vicaire général du diocèse de Saint-Brieuc puis est nommé évêque d'Amiens le 1er juin 1915 et ordonné le 29 juillet suivant à Saint-Brieuc. Proche de l'Action française, il intervient auprès du Saint-Siège, en 1918, pour que la cathédrale d'Amiens ne soit pas bombardée par l'artillerie allemande.
En 1920, il est nommé archevêque de Rouen pour succéder à Mgr Dubois promu à Paris. Le 31 janvier 1921, il fait son entrée solennelle. En juin 1928, il consacre l'église Saint-Jean-Eudes à Rouen. En 1931, il est nommé chevalier de la Légion d'honneur après les fêtes du cinquième centenaire de Jeanne d'Arc.
En 1936, à la suite d'un grave conflit avec son vicaire général Bertin, impliqué dans une affaire d'escroquerie, qui divise profondément le diocèse, il est contraint d’abandonner son siège mais ne démissionne pas car il est alors nommé par le pape archevêque in partibus de Mélitène (de) et quitte Rouen pour se retirer à Saint-Brieuc. Il est présent en juillet 1937 à la bénédiction de la basilique Sainte-Thérèse de Lisieux. Il préside les fêtes du huitième centenaire et de la résurrection de l'abbaye Notre-Dame de Boquen.
Il meurt peu après dans une clinique de Nice d'une crise d'urémie et est inhumé dans la cathédrale Notre-Dame de Rouen le 19 janvier 1938. Son épitaphe est gravée dans la chapelle de la Vierge :

### Hommages et distinctions
- Chevalier de la Légion d'honneur (11 novembre 1931)[5]
- Commandeur de l'ordre de Léopold
- Il fut membre de l'Académie des sciences, belles-lettres et arts de Rouen en 1922

## Armes
D'argent à trois sapins arrachés de sinople, posés 2 et 1.

## Œuvres
- Les procès de Jehanne la Pucelle, Saint-Brieuc, R. Prud'homme, 1890
- Le clergé et la décentralisation, Paris, Letouzey et Ané
- Les missionnaires agricoles au Canada, Saint-Brieuc, Imprimerie Saint-Guillaume, 1897
- Bretagne et Jersey, Impr. R. Prud'homme, Saint-Brieuc, 1896, lire sur Gallica
- Visite à N.-D.-de-La-Fontaine et à Saint-Brieuc, Saint-Brieuc, René Prud'homme, 1898, 16 p.
- Jeanne d'Arc et les Bretons, Saint-Brieuc, R. Prud'homme, 1909
- Syndicats agricoles paroissiaux, Paris, Letouzey et Ané
- Lettre circulaire de Mgr l’Évêque d'Annecy au clergé de son diocèse sur les Œuvres, Annecy, J. Abry, 1922, 12 p.
- Dom Jean Leuduger : fondateur de la Congrégation des Filles du Saint-Esprit, Saint-Brieuc, René Prud'homme, 1924, 484 p.